# Da Capo (musikalbum med Jan Eggum)
Da Capo är ett musikalbum med Jan Eggum. Albumet lanserades 1990 av skivbolaget Sigma Music som LP och CD. Albumet består av nyinspelnigar av tidigare inspelade låtar, med undantak av låten "Utenfor" som utgavs som singel 1988 till intäkt för landsföreningen mot aids.

## Låtlista
Sida 1
1. "En natt forbi" – 3:33
2. "Alarmen går" – 2:48
3. "Mor, jeg vil tilbake" – 3:44
4. "Nøkken ta meg" – 2:58
5. "Smuler fra de rikes bord" – 4:43
6. "Karina" – 3:27

Sida 2
1. "De skulle begrave en konge stor" – 3:33
2. "Utenfor" – 2:48
3. "Din sang – min vise" – 3:44
4. "Unnagjort" – 2:58
5. "Toya" – 4:43
6. "Sang til Frida" – 2:17

- Alla låtar skrivna av Jan Eggum.

## Medverkande
Musiker
- Jan Eggum – sång, gitarr
- Edvard Askeland – basgitarr, synthesizer, orgel, arrangement (på "Utenfor")
- Gunnar Bjelland – flygel, synthesizer
- Stein Inge Brækhus – trummor, percussion
- Sally Guenther – cello
- Steinar Hannevold – oboe
- Svein Gjermundrød – trumpet
- Bjørn Eidsvåg, Sidsel Endresen, Silje Nergaard – sång (på "Utenfor")
- Bugge Wesseltoft – piano, synthesizer (på "Utenfor")
- Henryk Lysiak – flygel (på "Sang til Frida")
- Audun Kleive – percussion (på "Utenfor")
- Musikklinjens kor – kör

Produktion
- Jan Eggum – musikproducent
- Edvard Askeland – musikproducent (på "Utenfor")
- Kåre Kalvenes, Erling Lund, Haakon Manheim – ljudtekniker
- Per Tveit – arrangement
- Kari-Anne Michaelsen – konsult
- Arne Ristesund – foto
- Lasse Berntzen – grafisk design